# Hilor
Hilor o Hilors (en grec antic ὑλωροί, ὑληωροί) eren uns oficials de l'antiga Grècia que tenien encarregada la vigilància dels boscos, segons diu Hesiqui de Milet.
No se'n coneixen clarament les funcions i es creu que eren una mena de policia per la protecció de les masses forestals similars als germànics forster. Es desconeix també en quins estats grecs actuaven i a Atenes, amb unes funcions similars o potser les mateixes existien uns oficials anomenats Agrònoms.